# Timoneda
Timoneda es una entidad de población española del municipio leridano de Lladurs, en la comunidad autónoma de Cataluña.

## Historia
A mediados del siglo XIX, el lugar, ya por entonces perteneciente al municipio de Lladurs, tenía contabilizada una población de 35 habitantes y estaba formado por 12 casas dispersas. Aparece descrito en el decimocuarto volumen del Diccionario geográfico-estadístico-histórico de España y sus posesiones de Ultramar de Pascual Madoz de la siguiente manera: 

TIMONEDA: l. en la prov. de Lérida, part. jud. y dióc. de Solsona, aud. terr. y c. g. de Barcelona, ayunt. de Lladúrs: sit. en terreno desigual; su clima es sano. Tiene 12 casas dispersas; igl. parr. (Sta. Eulalia) servida por un cura una capilla á 1/2 hora de la parroquia dedicada á Sta. Margarita; cementerio, y medianas aguas potables. Confina N. Oden; E. Lladúrs; S. la Llena, y O. Mompol: en el térm. se encuentra la masia de Solanella. El terreno es desigual y de inferior calidad: por él corren las aguas de los arroyos de Canalda y Oden ya reunidos, y las del torrente Riart. Los caminos son locales y de herradura: la correspondencia la recibe de Solsona. prod.: centeno, avena, escaña, patatas , bellotas y pastos; cria ganado lanar y de cerda. ind.: un molino harinero. pobl.: 8 vec., 35 alm. riqueza imp.: 17,940 rs. contr.: el 14'48 por 100 de esta riqueza.
(Madoz, 1849, p. 759)

En 2022, la entidad singular de población de Timoneda tenía empadronados 22 habitantes.

## Patrimonio
En el lugar hay una iglesia bajo la advocación de Santa Eulalia.